# Ловас
Ловас је насеље и седиште истоимене општине у Републици Хрватској. Налази се у Вуковарско-сремској жупанији.

## Становништво
На попису становништва 2011. године, општина Ловас је имала 1.214 становника, од чега у самом Ловасу 869.

## Попис 1991.
На попису становништва 1991. године, насељено место Ловас је имало 1.681 становника, следећег националног састава:
| Попис 1991.‍   | Попис 1991.‍  | Попис 1991.‍ | Попис 1991.‍ | Попис 1991.‍ |
| ------------- | ------------ | ----------- | ----------- | ----------- |
|               |              |             |             |             |
| Хрвати        | Хрвати       |             | 1.441       | 85,72%      |
| Срби          | Срби         |             | 133         | 7,91%       |
| Југословени   | Југословени  |             | 52          | 3,09%       |
| Мађари        | Мађари       |             | 10          | 0,59%       |
| Македонци     | Македонци    |             | 2           | 0,11%       |
| Немци         | Немци        |             | 2           | 0,11%       |
| Русини        | Русини       |             | 2           | 0,11%       |
| Албанци       | Албанци      |             | 1           | 0,05%       |
| Муслимани     | Муслимани    |             | 1           | 0,05%       |
| Украјинци     | Украјинци    |             | 1           | 0,05%       |
| остали        | остали       |             | 2           | 0,11%       |
| неопредељени  | неопредељени |             | 13          | 0,77%       |
| непознато     | непознато    |             | 21          | 1,24%       |
| укупно: 1.681 |              |             |             |             |

## Привреда
Општина Ловас је у саставу ТНТЛ, канцеларије за међународну сарадњу заједно са Товарником, Нијемцима и Томпојевцима. У општини је изграђена привредна зона.
У општини је пољопривреда високо развијена и има две пољопривредне задруге — Пољопривредну задругу Ловас, фирму Аратор и Нову пољопривредну задругу Ловас. У Ловасу је отворен Агро-Ловас уз помоћ Италијана и Агро-Товарника. 2007. године је почела изградња акумулације у Опатовцу за пројект наводњавања. Отворена је нова текстилна фабрика.
Године 2008. почиње изградња канализационог система.

## Образовање
У Ловасу се налази Основна школа Ловас, а у Опатовцу продужница те школе са прва четири разреда.